# Christie Road
«Christie Road» es una canción del álbum Kerplunk!, de la banda estadounidense de punk rock, Green Day, fue lanzada como cuarta canción del mismo y no fue promocionada como sencillo. Se convirtió en una de las canciones clásicas de la banda, la cual es de las favoritas de los fanes y muy pedida en los conciertos.

## Temática
Es una creencia muy popular que los fanes piensen que trata sobre el lugar a donde los miembros de banda iban a conseguir hierba, lo cual es solo una parte de cierto. La letra habla sobre fumar la hierba, pero más que nada sobre un lugar a donde uno va para querer sentirse solo. Según relata Billie Joe Armstrong en la canción, "Christie Road es un lugar donde me siento cómodo y puedo relajarme". Él va allí cuando está estresado porque es el lugar donde se siente completo, donde puede olvidarse del resto del mundo y solo ser él mismo.

## Presentaciones en vivo
Christie Road es una de las canciones preferidas por los fanes, por lo que suelen tocarla seguido en vivo, siendo partícipe de todas las giras que ha dado la banda, aunque en algunas con mayor frecuencia que en otras. Se le estrenó en vivo el día 26 de abril de 1991 en Sioux Falls, Dakota del Sur durante la primera gira alrededor de Estados Unidos que sostuvo la banda cuando aún no eran muy conocidos. Se le suele tocar de manera similar a la que suena en el álbum, aunque en contadas ocasiones fue tocada de manera acústica.

## Lanzamientos
Christie Road no se lanzó como sencillo, sin embargo, en la caja recopilatoria de singles en vinilo lanzada en 2009, se incluyó un sencillo de la canción el cual incluía otras canciones pertenecientes a Kerplunk!, esto para no dejar el álbum fuera del box set, ya que no tuvo sencillos oficiales.

## Lista de canciones
| Lado A |                  |          |  |
| N.º    | Título           | Duración |  |
| 1.     | «Christie Road»  | 3:33     |  |
| 2.     | «One of My Lies» | 2:19     |  |

| Lado B |                                  |          |  |
| N.º    | Título                           | Duración |  |
| 1.     | «One For The Razorbacks»         | 2:30     |  |
| 2.     | «One of My Lies» (Live From FLA) | 2:25     |  |